# Station Preignac
Station Preignac is een spoorweghalte in de Franse gemeente Preignac. Zij wordt bediend door treinen van het netwerk TER Nouvelle-Aquitaine op het traject Bordeaux -Agen.